# Hassan Mostafa
Hassan Mostafa est un footballeur égyptien né le 20 novembre 1979 à Giza.
Il a remporté la Coupe d'Afrique des nations 2006 et la Coupe d'Afrique des nations 2008 avec l'équipe d'Égypte.

## Carrière
- 1999-00 :  Al Ahly SC
- 2000-04 :  Ittihad Alexandrie
- 2003-08 :  Al Ahly SC
- 2008- :  Al Wahda Club